# Sekundant

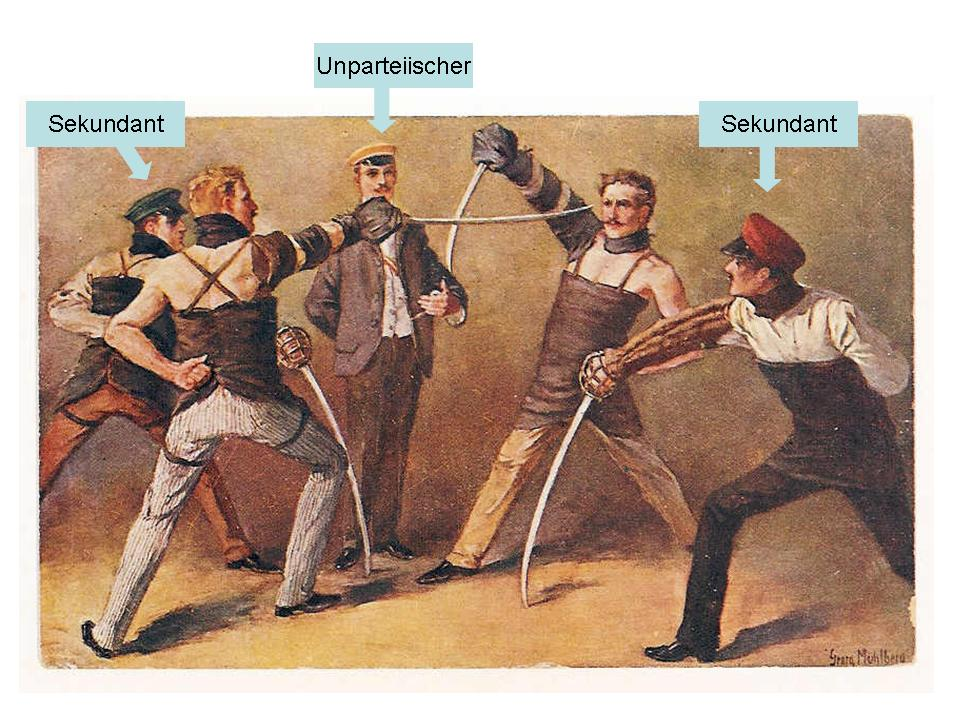
Studentisches Säbelduell um 1900 mit Kennzeichnung der Funktionsträger

Ein Sekundant (von lat. secundus, „der Zweite“) ist eine Person, die während eines Duells oder einer Mensur die Interessenvertretung und – soweit nach den Regularien vorgesehen – physischen Schutz eines der Beteiligten wahrnimmt.

## Hintergrund
Entscheidend für die Entstehung der Einrichtung des Sekundanten war in Europa die Einführung des „geregelten“ Duells, das zuerst im 17. Jahrhundert belegt ist. Hier kam es nicht mehr hauptsächlich darauf an, in einer persönlichen Konfliktsituation den Gegner auf jeden Fall zu verletzen oder zu töten, sondern Satisfaktion zu fordern oder zu geben. Dahinter stand die Überzeugung, dass durch eine Beleidigung die Zugehörigkeit des Beleidigten zu einer gesellschaftlich privilegierten Gruppe in Frage gestellt wurde. Das Zurechtrücken dieser Situation wurde Satisfaktion genannt und konnte auf zweierlei Arten geschehen. Der Beleidiger entschuldigte sich oder stellte sich zu einem Duell zur Verfügung.
Die dabei verwendeten Waffen waren in der Regel Blankwaffen (zum Beispiel Säbel) oder die Pistole.
Das Antreten zu einem Duell und die regelgerechte Durchführung eines solchen konnte für beide Kontrahenten die Ehre wiederherstellen, also die Zugehörigkeit zu der besonderen sozialen Gruppe bestätigen. Dabei spielten das verzögerungsfreie Auftreten und die Einhaltung der Regeln die entscheidende Rolle und weniger das kämpferische Ergebnis.

## Aufgaben

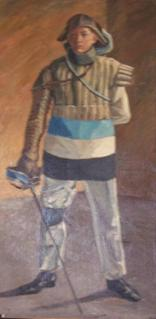
Sekundant mit Schutzausrüstung für eine studentische Mensur

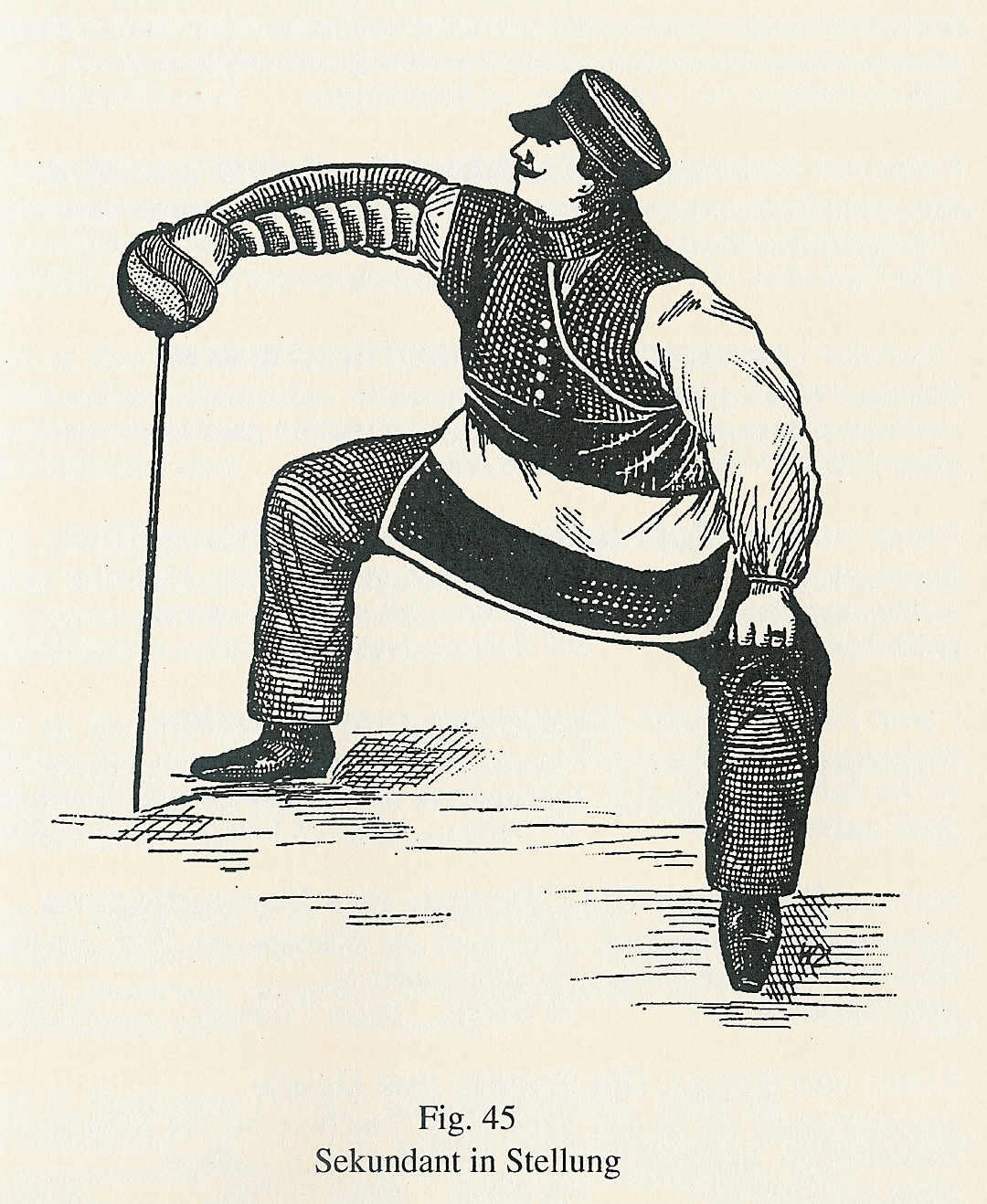
Sekundant in Stellung, Fechtlehrbuch von 1906

Der Sekundant hatte dafür Sorge zu tragen, dass sein Duellant alle Regeln beachtete, aber gleichzeitig keine physischen Nachteile dadurch erlitt, dass die Gegenseite Regelverstöße beging.
Bei Duellen mit Fechtwaffen standen die Sekundanten an der Seite ihrer Schützlinge, und zwar an der dem Fechtarm gegenüberliegenden Seite, da diese Seite am wenigsten geschützt ist. Dazu waren sie mit einer besonderen Schutzausrüstung versehen. Sie trugen die gleiche Waffe wie die Duellanten, jedoch mit stumpfer Klinge. So konnten sie regelwidrige Aktionen der Gegenseite durch Herausschlagen der Klinge nach oben oder zur Seite verhindern. Dabei wurde laut „Halt“ gerufen. Dieser Vorgang hieß „Einfallen“. Beim Einfallen des einen Sekundanten zog der andere sofort nach, um eine einseitige Bevorteilung zu verhindern. Das Duell wurde dadurch unterbrochen.
Regelverstöße der Gegenseite wurden durch Anfrage des Sekundanten beim Unparteiischen und durch dessen Entscheidung festgestellt.
Als sich in der Mitte des 19. Jahrhunderts die Mensur aus dem Duell mit Blankwaffen entwickelte, wurde die Einrichtung des Sekundanten beibehalten.
Bei einem Pistolenduell standen die Sekundanten auf der Seite des Unparteiischen in der Nähe des jeweiligen Gegners und hielten eine geladene Pistole in der Hand. Nach den allgemein üblichen Duellregeln waren die Sekundanten ermächtigt, im Falle eines Fehlverhaltens der Gegenseite, auf den Gegenduellanten zu schießen. Ein Fehlverhalten konnte zum Beispiel darin bestehen, dass die vereinbarte Distanz zum Schießen nicht eingehalten oder außerhalb des durch Kommandos vorgegebenen Zeitfensters geschossen wurde. Ein derartiges Eingreifen der Sekundanten ist in der Literatur jedoch kein einziges Mal belegt.

## Heutige Verwendung des Begriffs
Sekundanten kommen heute noch im studentischen Bereich bei den Mensuren zum Einsatz, die in Deutschland, Österreich und der Schweiz von den schlagenden Studentenverbindungen durchgeführt werden.
Bei einigen Sportarten gibt es Betreuer, die Sekundanten genannt werden, zum Beispiel beim Boxen und beim Schach.
Der Begriff Sekundant wird heute auch oft noch als Metapher verwendet, um eine unterstützende Person bei einer Diskussion oder einer Verkaufsverhandlung zu bezeichnen.